# Śniardwy
Der Śniardwy ([ˈɕɲardvɨ], deutsch Spirdingsee) ist ein 114 km² großer See in der polnischen Woiwodschaft Ermland-Masuren. Er ist der größte See Polens und war bis 1945 der größte vollständig in Deutschland gelegene Binnensee. Der Spirdingsee gehört zur Masurischen Seenplatte und ist 22,1 km lang und 13,4 km breit. Der nächstgrößte masurische See, der Mauersee, ist 104 km² groß.
Mit 23,4 m  maximaler Tiefe ist der Spirdingsee relativ flach.

## Lage

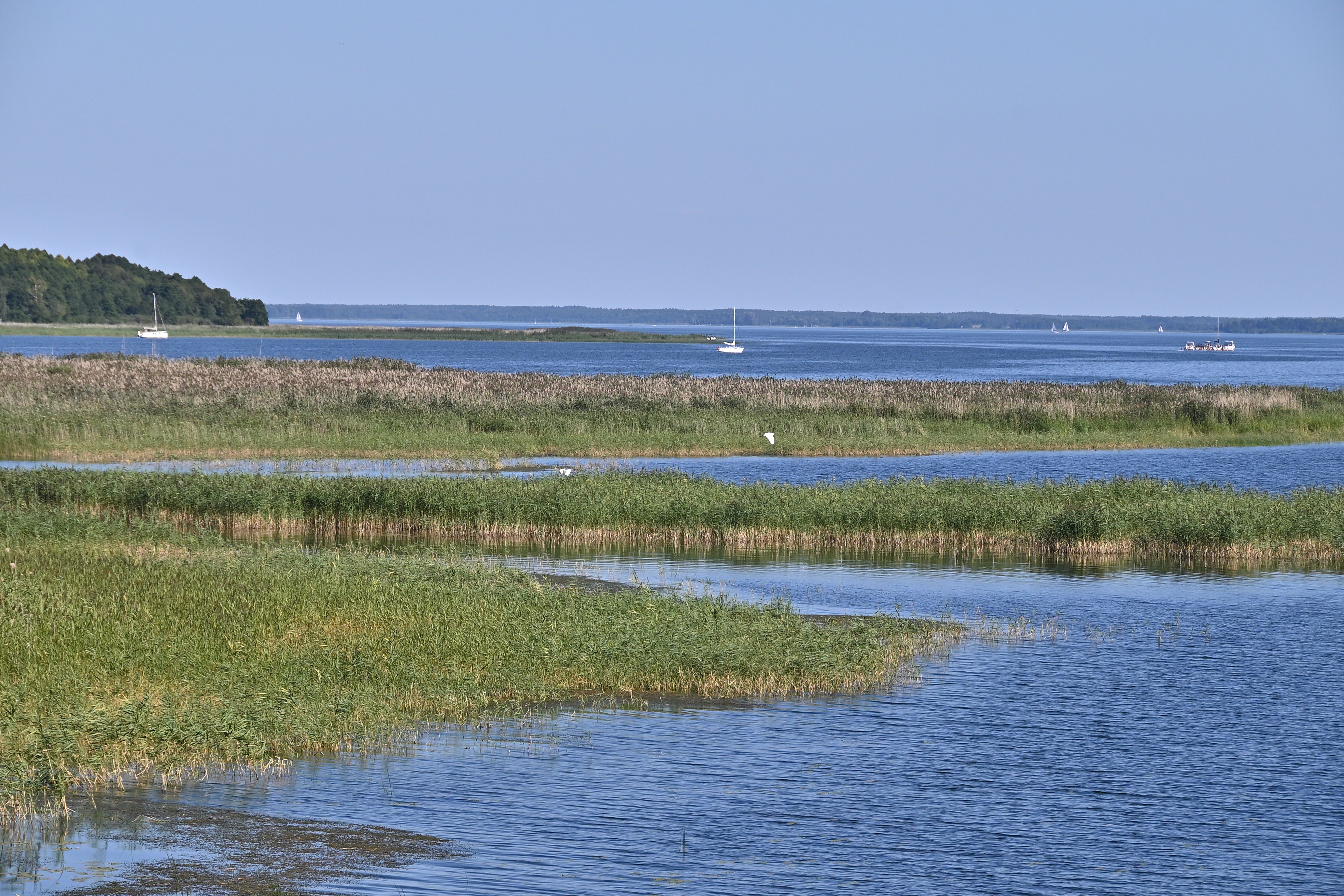
Schilfgürtel am Nordwestufer des Śniardwy

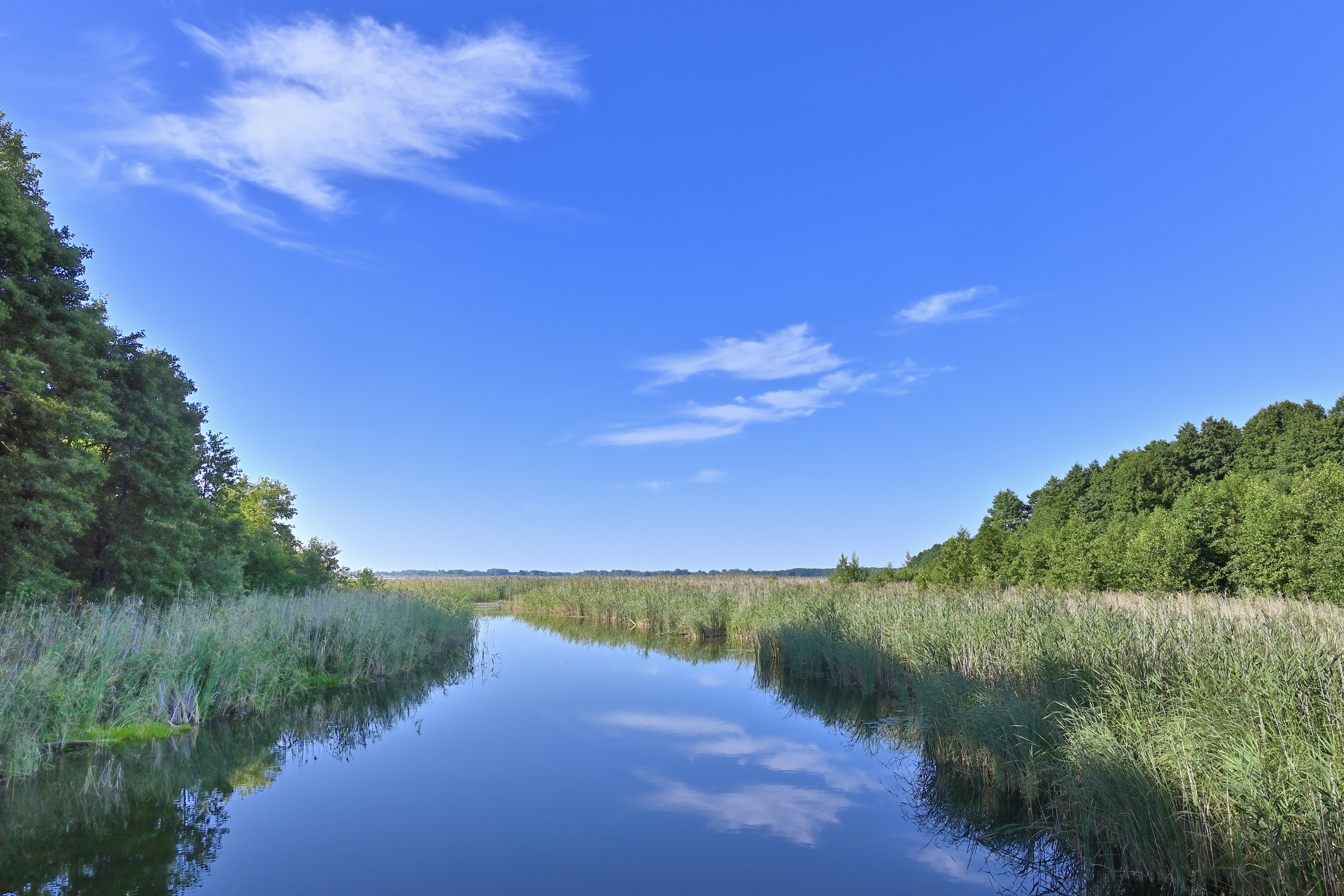
Verbindung zwischen Śniardwy Łuknajno

Der Spirdingsee hat im Westen eine enge Verbindung mit dem Nikolaiker See und dem Beldahnsee (beide stoßen an dieser Verbindungsstelle aneinander)  und im Norden eine enge Verbindung mit dem Lucknainer See. Der südliche Teil des Spirdingsees heißt Sexter See. Von diesem aus besteht über den Jeglinner/Wagenauer Kanal (erbaut von 1845 bis 1849; eine Schleuse bei Wyszka) eine Verbindung zum Roschsee. Geplant (Stand 2010) ist ein im Nordosten vom Spirdingsee ausgehender Kanal über den Türkle-See, den Martinshagener See und den Hessen-See zum Löwentinsee im Norden. Im Gespräch ist auch eine Verbindung zum Augustów-Kanal  im Osten.
Im See befinden sich acht Inseln. Im südlichen Teil des Sees liegen außer den beiden Inseln Langenwerder und Teufelswerder (polnisch Czarci Ostrów) auch die beiden über Dämme mit dem Festland verbundenen (Halb-)Inseln Spirdingswerder (Szeroki Ostrów) und Friedrichswerder.
Teufelswerder war schon frühzeitig besiedelt; es wurden dort viele Urnen aus vorgeschichtlicher Zeit gefunden. Ab 1784 stand hier das Fort Lyck, das bald wieder abgerissen wurde. Die Steine wurden zum Bau der Feste Boyen verwendet. Vom gegenüber liegenden Dorf Eckersberg (polnisch Okartowo) aus ist eine Erhebung auf der Insel gut sichtbar. Ihre Entfernung erscheint vor Wetteränderungen  größer oder kleiner. Frühere Dorfbewohner nutzten dieses Phänomen zur Wettervorhersage.
Städte in der Nähe des Spirdingsees sind Ruciane-Nida (Rudczanny-Nieden), Mikołajki (Nikolaiken) und Pisz (Johannisburg).